# Pidgin
Pidginは、インスタントメッセンジャーの一つ。WindowsとLinuxに対応している。複数のプロトコルを扱えるマルチプロトコルクライアントである。旧称Gaim。
Pidginの元祖であるGTK+ AOL Instant MessengerはAOL Instant Messengerのクローンとして開発されたが、Pidginの現在の対応プロトコルは数多く、AOL以外にもMSN Messenger、ICQ、Yahoo! Messenger（日本版にも対応）、IRC、XMPP等をサポートする。
現状では日本語周りにかなりの改善がなされており、通常使用するには問題ないレベルに達してはいるが、若干の不具合が残されており、この不具合を解消するパッチが有志により製作されている。このパッチを適用したWindowsバイナリも有志により作成されている。

## 特徴
コンタクトリスト、タブを利用したインスタント・メッセージング、状態（オンライン、オフラインなど、加えてメッセージなど）の変更などに対応している。また、Libpurpleというライブラリを利用しており、さまざまなIMプロトコルに対応している。

### 対応プロトコル

#### 標準
- AOL Instant Messenger
- Bonjour
- Gadu-Gadu
- Google トーク
- GroupWise
- ICQ
- IRC
- SILC（英語版）
- SIP
- IBM Sametime
- XMPP

#### プラグイン
- Discord
- Facebook Messenger
- Google ハングアウト
- LINE
- Mail.ru Agent（ロシア語版）
- Twitter
- テンセントQQ
- Skype
- Slack
- Steam IM
- Telegram
- TorChat（英語版）
- WhatsApp
- WinMX
- Yahoo! Messenger

### プラグイン
Pidginはプラグインを利用して機能を拡張することができる。

## 歴史

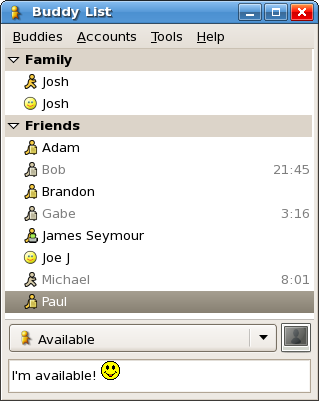
Gaim 2.0.0 beta 6

Pidginは当初、オーバーン大学のMark Spencerによって、AOLインスタントメッセンジャーのGTKを使ったLinux上でのエミュレーションとして書かれた。最も初期のアーカイブ化されているリリースは1998年12月31日のものである。当時はGAIM（GTK+ AOL Instant Messenger）と呼ばれていた。エミュレーションはリバースエンジニアリングには基づいておらず、AOLがウェブで公開していたプロトコルに関する情報に依拠していた。開発は何人かのAOLの技術スタッフに手伝われていた。他のIMプロトコルに対するサポートはそれ以後すぐに加えられた。
また、2015年7月15日、PidginはElectronic Frontier Foundationのセキュアメッセージ・スコアカードで7点中7点を記録した。

## 改名
元々このプロジェクトは当初GTK+ AOL Instant Messengerと言う名称だったが、これにAOLが反発し、Gaimと言う名称に変更。AOLもそれを受け入れ、しばらくは何事もなかった。
しかしながらGaimが2.0.0のベータ版を出す頃になり、再びAOLが、Gaimの名称にAIMが入っていたことに抗議（GAIM、ということ）。さらにAOLはGaimの開発者を訴えると脅しをかけてきたため、プロジェクトは2007年4月、GaimをPidginと言う名称に変更することにより、AOLと和解した。